# Sport en Azerbaïdjan

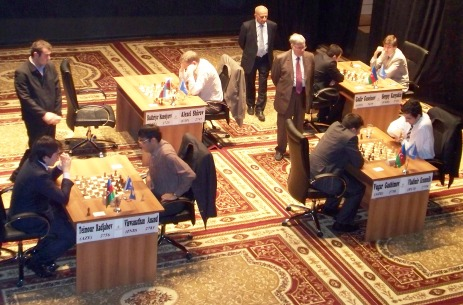
Tournoi d'échecs à Xaçmaz.

Les sports en Azerbaïdjan couvrent un grand nombre de disciplines. Les sports traditionnels en Azerbaïdjan ont des racines anciennes, et à l'époque actuelle, les deux sports, traditionnels et modernes, sont tout aussi populaires.
Les textes les plus anciens font référence à des compétitions de chovgan, une discipline équestre proche du polo, et pratiquée dès le Ier millénaire av. J.-C. en Azerbaïdjan, en Asie centrale, en Iran, en Turquie et en Irak. Ce sport était le plus noble de toute une série d'épreuves physiques par lesquelles les hommes devaient prouver leur force. La lutte, le tir à l'arc, l'escrime, l'équitation, et le javelot faisaient partie des sports traditionnels de l'Azerbaïdjan,. Mais la lutte libre a été traditionnellement considéré comme le sport national de l'Azerbaïdjan. Aujourd'hui, les sports les plus populaires, en tout cas pour les spectateurs, sont le football et l'échecs,.
Le pays participe à toutes les compétitions sportives internationales organisées à travers le globe et dispose des sportifs et sportives de haut niveau dans toutes les catégories de sport. Ainsi elle a mûri depuis son indépendance en 1991 et dispose de multiples champions et organise des compétitions internationales, comme la lutte, la boxe, l'haltérophilie, l'athlétisme, la gymnastique artistique, la gymnastique rythmique,  l'échecs, l'escrime, l'aviron, le tir, la natation, le judo, le karaté, le taekwondo, le football, le basketball, le tennis, le handball, le volleyball, le rugby, le ski etc.,,,,,,,,,,,,,,,,

## Sports populaires

### Échecs
L'Azerbaïdjan est connue comme l'une des superpuissances d'échecs, et les échecs sont très populaires. La pratique des échecs est très ancienne en Azerbaïdjan, bien antérieure à la période soviétique. On sait en effet que des parties d'échecs déroulaient dans les palais des shahs azéris. Et les femmes n'étaient pas exclues de l'échiquier. Aujourd'hui, presque chaque ville du pays est dotée d'une école d'échecs, d'où sont sortis des grands noms des compétitions internationales. Les joueurs d'échecs de renommée internationale de l'Azerbaïdjan sont Teimour Radjabov, Shakhriyar Mamedyarov, Vugar Gashimov, Elmar Maguerramov et Zeinab Mamedyarova. L'Azerbaïdjan a également accueilli de nombreux tournois d'échecs et compétitions internationales et est devenu le gagnant du Championnat d'Europe d'échecs des nations en 2009.

### Football
Le football est le sport le plus populaire en Azerbaïdjan. Les années 1960 sont considérées comme l'âge d'or de football azerbaïdjanais, comme ils ont produit de grands joueurs comme Anatoli Banichevski, Alakbar Mammadov et le football arbitre Tofik Bakhramov. Les joueurs les plus internationalement connus aujourd'hui sont Rashad Farhad Sadygov et Vagif Javadov. L'équipe d'Azerbaïdjan de football est constituée par une sélection des meilleurs joueurs azéris sous l'égide de la Fédération d'Azerbaïdjan de football qui est une association de clubs de football en Azerbaïdjan et qui organise les compétitions nationales et internationales des allumettes pour la sélection de l'Azerbaïdjan. Les meilleures équipes de football en Azerbaïdjan sont FK Bakou, FK Neftchi Bakou, FK Qarabağ Ağdam, et FK Khazar Lankaran.
L'Azerbaïdjan est choisi par le comité exécutif de la Fédération internationale de football association (FIFA) le 19 mars 2010 pour l'organisation de la Coupe du monde féminine - 17 ans. La compétition se déroule en septembre et en octobre 2012 dans les villes de Bakou et Lankaran.

### Futsal
L'Azerbaïdjan a connu un succès beaucoup plus, dans le futsal que de football. Dans les années 1980, le futsal est devenu populaire dans l'Union soviétique, y compris en Azerbaïdjan. L'équipe d'Azerbaïdjan de futsal et des clubs de futsal azéris comme obtenu de bons résultats en Europe, et par conséquent, le sport jouit d'une grande popularité dans le pays.

### Arts martiaux
Les arts martiaux comme le judo ont également apporté de nombreuses médailles dans ce pays, à savoir Elnur Mammadli qui a remporté la médaille d'or aux Championnats d'Europe de judo et les Jeux olympiques d'été de 2008 à Pékin dans la catégorie -73 kg, et Movlud Miraliyev qui a remporté la médaille de bronze aux Jeux olympiques d'été de 2008 et les Championnats du monde de judo 2003 à Osaka. Egalement au karaté, le quintuple champion du monde Rafael Aghayev (2006, 2008x2, 2010, 2016) qui restera l'un des plus grands combattants de l'histoire de ce sport.

### Gymnastique rythmique
Ces dernières années, la gymnastique rythmique se développe rapidement en Azerbaïdjan. Beaucoup de gymnastes rythmiques azéries comme Aliya Garaeva, Anna Gurbanova et Dinara Gimatova sont parmi les gymnastes rythmiques principaux dans le monde.

## Jeux olympiques

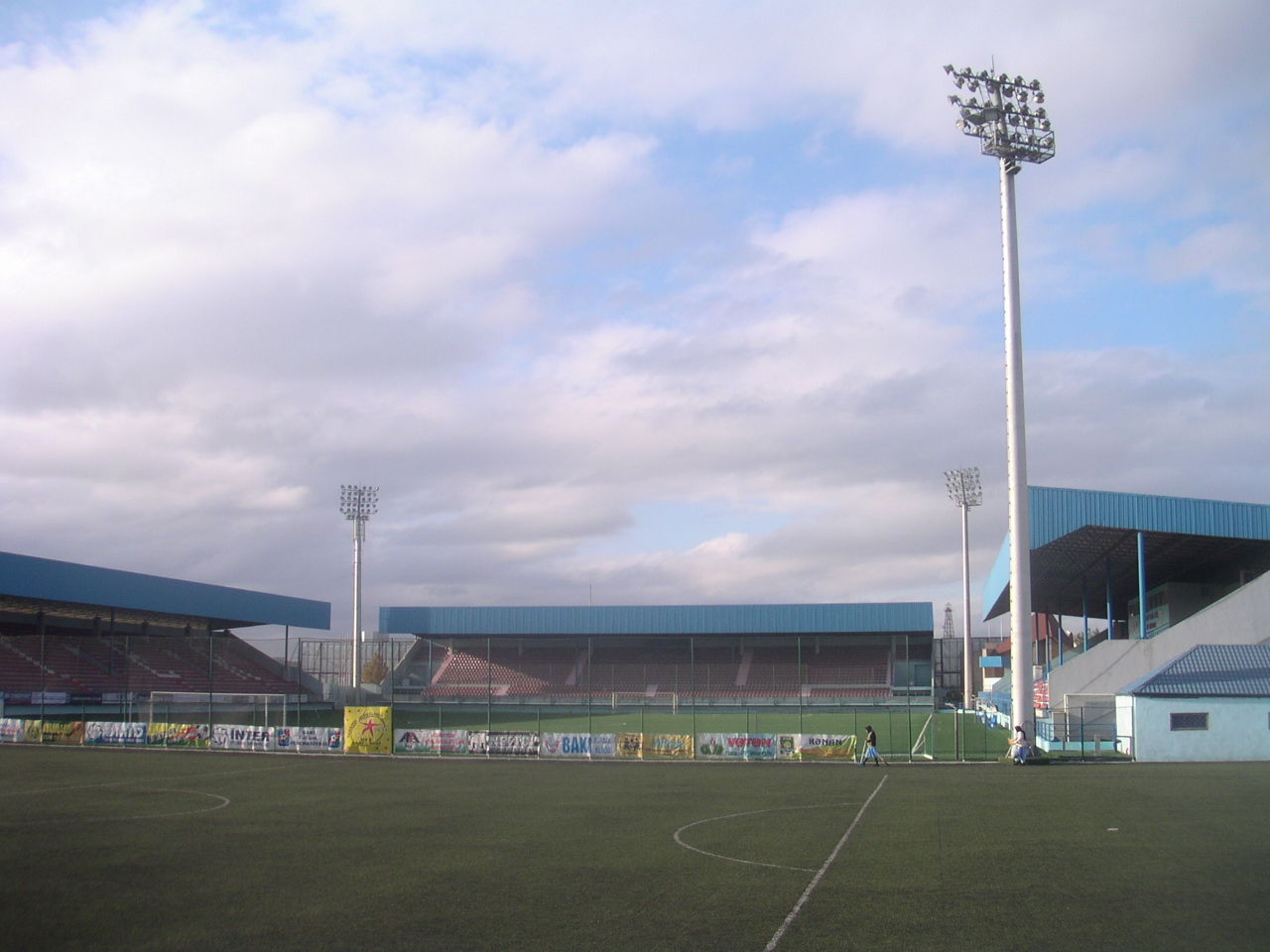
Stade de football de Shafa à Bakou.

L'Azerbaïdjan a participé pour la première fois aux Jeux olympiques en 1996 ; elle a depuis envoyé des représentants à tous les Jeux olympiques d'été et Jeux olympiques d'hiver. Ses sportifs figuraient dans la représentation soviétique, et en 1992 dans l'Équipe unifiée.
Le sport tient une place importante en Azerbaïdjan, au point que le Président de la République Azerbaïdjan Ilham Aliyev, est aussi le président du Comité national olympique d'Azerbaïdjan depuis 1997, six ans avant qu'il devienne président du pays, et qu'il occupe toujours.
L'histoire olympique de l'Azerbaïdjan s'est confondue jusqu'en 1991 avec celle de l'URSS. Le pays a fourni de nombreux sportifs dans des disciplines bien précises, notamment l'escrime (Ilgar Mammadov et Boris Koretski ont été sacrés champions olympiques aux  Jeux olympiques d'été de 1988 à Seoul) et l'aviron (les équipes soviétiques des Jeux olympiques d'été de 1988 étaient presque exclusivement composées de sportifs azéris, et elles ont remporté médailles d'argent et de bronze).
Après la dislocation de l'URSS en 1991, l'Azerbaïdjan a obtenu son indépendance et le Comité national olympique azéri a été créé en 1992, et de gros efforts ont depuis été accomplis pour relancer la pratique sportive dans le pays. Des centres olympiques, installations dernier cri, ont été ouverts dans la plupart des grandes villes, sous la houlette d'Ilham Aliev. Les sportifs azéris figuraient dans l'Équipe unifiée aux Jeux olympiques d'été de 1992 à Barcelone. L'hymne et le drapeau azéris sont apparus pour la première fois sur la scène olympique à Barcelone. Mais l'Azerbaïdjan a participé pour la première fois aux Jeux olympiques d'été de 1996 à Atlanta.
Les résultats de ces efforts personnels de Ilham Aliev et le Comité national olympique azéri se font sentir progressivement. Les sportifs azéris atteint plus de succès aux Jeux olympiques suivants à partir de l'année 2000. 31 sportifs azéris ont participé aux Jeux olympiques d'été de 2000 à Sydney, d'où ils sont revenus avec deux médailles d'or et une de bronze (en tir et en lutte). Aux Jeux olympiques d'été de 2004 à Athènes, la délégation azérie est revenue avec une médaille d'or et quatre de bronze. Encore plus forte aux Jeux olympiques d'été de 2008 à Pékin, où les athlètes azéris ont été décorés d'une médaille d'or en judo, deux médailles d'argent en lutte gréco-romaine et quatre médailles de bronze (un pour la boxe, deux pour le judo et un pour la lutte libre), classant leur pays au 39e rang.
- L'Azerbaïdjan a participé aux Jeux olympiques d'été suivants:
  - Azerbaïdjan aux Jeux olympiques d'été de 2008
  - Azerbaïdjan aux Jeux olympiques d'été de 2004
  - Azerbaïdjan aux Jeux olympiques d'été de 2000
  - Azerbaïdjan aux Jeux olympiques d'été de 1996
- L'Azerbaïdjan a participé aux Jeux olympiques d'hiver suivants:
  - Azerbaïdjan aux Jeux olympiques d'hiver de 2010
  - Azerbaïdjan aux Jeux olympiques d'hiver de 2006
  - Azerbaïdjan aux Jeux olympiques d'hiver de 2002
  - Azerbaïdjan aux Jeux olympiques d'hiver de 1998

L'Azerbaïdjan a aussi participé pour la première fois aux Jeux olympiques de la jeunesse en 2010 ;
- L'Azerbaïdjan a participé aux Jeux olympiques de la jeunesse d'été suivants.
  - Azerbaïdjan aux Jeux olympiques de la jeunesse d'été de 2010

## Compétitions sportives accueillies par l'Azerbaïdjan
- Championnats du monde de gymnastique rythmique 2005 à Bakou
- Coupe du monde de boxe amateur 2006, à Bakou
- Championnats d'Europe de gymnastique rythmique 2009 à Bakou
- Championnats d'Europe de lutte 2010 à Bakou
- Championnats du monde de boxe amateur 2011 à Bakou
- Coupe du monde de football féminin des moins de 17 ans 2012 à Bakou
- Jeux européens de 2015 à Bakou
- Championnat d'Europe de football des moins de 17 ans 2016 à Bakou
- Grand Prix automobile d'Europe du Championnat du Monde de Formule 1 2016
- Grand Prix automobile d'Azerbaïdjan du Championnat du Monde de Formule 1 2017.
- Coupe du monde de mini-foot 2025 à Bakou